# 캘리포니아 변호사협회
캘리포니아 변호사협회는 미국 캘리포니아주의 공식 변호사협회로 샌프란시스코에 본부가 있다.

## 캘리포니아 변호사시험
미국에서 가장 어려운 시험으로 알려져 있으며 유명한 정치인과 법조인들이 불합격한 것으로 유명하다. 특히 2020년 2월 캘리포니아 변호사 시험 합격률은 26.8%로 나오며 캘리포니아 역사상 가장 어려운 시험이었다. 갈수록 합격률이 낮아져, 이에 대한 비판의 목소리가 많다. 총 12.5시간의 시험시간에 2일에 걸쳐서 본다. 캘리포니아주 보다 더 긴 시험시간을 가진 곳은 루이지애나로 21.5시간이다. 루이지애나 시험은 객관식이 없다. 2007년 7월 시험부터 캘리포니아 증거법과 캘리포니아 민사소송법이 논술형 과목으로 추가되었다. 1983년 2월에 27.7%만이 합격하여 역대 최저 합격률을 보였다. ABA인가 로스쿨 졸업자의 평균합격률을 보면 약 54.5%이다.

### 객관식 시험
지시문 : 질문이나 불완전한 문장의 각은 아래 네 가지 제안 답변 또는 완성옵니다. 당신이 언급 한 대안의 최고를 선택합니다. 달리 명시된 경우를 제외하고는 일반적으로 받아 들여지는보기에 따라 모든 질문에 대답합니다.
이 시험의 목적을 위해, 당신은 통일 상법 제 1 조 및 제 2 채택되었다고 가정 할 수 있습니다. 당신은 2001년 제 1 조 개정을 제안하고, 2003년 채택되지 않은 제 2의 개정을 제안한다고 가정한다. 당신은 설비에 관한 UCC의 제 9의 관련 응용 프로그램을 가정 할 수도 있다. 증거의 연방 규칙은 법률로 간주됩니다. 용어 "헌법", "헌법"과 "달리 명시되지 않는 한 위헌" 연방 헌법을 참조하십시오. 당신은 달리 명시하지 않는 한 해당 법령이 없다고 가정한다; 그러나, 생존의 행동과 과실 치사에 대한 주장은 적용 가능한 경우로 간주되어야한다. 당신은 달리 언급하지 않는 순수한 비교 과실, 관련 규칙, 즉 연대 책임을지지해야한다.

### 논술형 시험
다음 3문제에 대하여 답하시오.
주어진 시간은 3시간

수험자 여러분의 답안은 질문의 사실관계를 분석하는 능력, 중요 사실과 중요하지 않은 사실을 구분하는 능력, 사건의 결과를 결정 짓는 중요한 법리와 사실을 파악하는 능력 등을 보여주어야 합니다. 답안은 관련 법 이론 및 개념, 이 이론과 개념의 적합성 및 한계, 그리고 상호관계 등을 여러분 알고 이해하고 있다는 것을 보여야 합니다. 답안은 여러분이 주어진 사실에 대한 법 적용 능력과 변호사로의 추론능력을 보유함을 보여야 합니다. 여러분이 법적인 원칙들을 단지 기억하고 있다는 것만을 보여 주려고 해서는 안됩니다. 대신에 그것들을 이용하고 사안에 적용하는 숙련된 모습을 보여주기 바랍니다. 답안이 단순히 결론에 대한 서술만을 담는다면 좋은 점수를 받을 수 없습니다. 여러분의 결론을 뒷받침할 수 있는 근거를 충실하게 서술하고 모든 논점들을 충분히 논하여 주기를 바랍니다.  완성된 답안을 작성하되 문제 해결과 관련이 없는 법리를 논하거나 자진하여 정보를 추가하지 않아야 합니다. 설문이 명시적으로 캘리포니아법을 적용할 것을 요구하지 않는 한, 일반적인 법률 원칙 및 법적 이론에 따라 답변해야 합니다.— 캘리포니아 변호사시험 2014년 2월

### 기록형 시험
원고 대 피고
수험자는 세 시간을 부여받습니다. 이 수행능력 평가는 의뢰인과 관련된 사실 관계 속에서 여러 법적 판례들을 다루는 능력을 평가하도록 의도되었습니다.
2. 문제는 미국의 한 주인 가상의 콜롬비아 주에서 상정되는 것으로 합니다.
3. 수험자는 한 세트의 파일과(File) 서류자료(Library)를 제공 받습니다.
4. File은 당신이 맡게 될 사건에 대한 사실적인 내용을 포함하고 있습니다. 첫 번째 문서는 수험자가 완료해야 할 과제에 대한 지시사항이 적혀있는 전달문입니다.
5. Library는 과제를 완수하는 데에 필요한 법률, 판례들을 포함하고 있습니다. 사건 리포트는 실제 사실일 수도 있고, 변형되었거나 혹은 시험을 위해 만들어진 것일 수도 있습니다. 만약 사건이 낯익어 보일지라도 당신이 전에 읽었던 판례라고 단정해서는 안 됩니다. 각각의 문서를 마치 처음 보는 것과 같이 철저하게 읽어야 합니다. 사건들은 제시된 날짜와 관할권에서 결정된 것으로 가정해야 합니다. 도서관의 판례들을 인용하면서, 당신은 약어(略語)나 생략된 페이지 인용을 사용할 수 있습니다.
6. 수험자는 제시된 자료에 집중해야 하지만, 또한 당신의 일반적인 법적지식을 끌어낼 수도 있어야 합니다. 당신이 법학전문대학원을 비롯한 다양한 곳에서 배운 지식은 문제를 해결하는 일반적 배경지식으로 활용됩니다. File과 Library는 당신이 해결해야 하는 특정한 사건의 자료를 제시하는 것입니다.
7. 시간 배분에 관한 제한은 없지만 수험자는 답안 작성 전에 지문을 읽고 개요를 구성하는 데에 적어도 90분을 배분해야 할 것입니다.

8. 수험자의 답안은 답안 채점 기준 및 내용, 구성, 정밀함을 근거로 평가받게 됩니다.— 캘리포니아 변호사시험 2014년 2월